# Důl Nosek
Důl Nosek v Tuchlovicích (do roku 1946 důl Jaroslav, po roce 1990 důl Tuchlovice) byl černouhelný hlubinný důl v Kladensko-rakovnické uhelné pánvi, nacházející se při jižním okraji obce Tuchlovice na Kladensku. Důl byl zaražen v roce 1941, v roce 1943 dosáhla hlavní těžní jáma Jaroslav konečné hloubky 480 metrů. Těžba na dole skončila 28. února 2002 jako na předposledním dole kladenského uhelného revíru. Následně byly jámy dolu zasypány a jeho areál rekultivován.

## Historie dolu
Důl byl otevřen jamou Jaroslav o konečné hloubce 480,65 m, jejíž hloubení probíhalo v letech 1941 až 1943, těžbu uhlí však vlastník dolu, Pražská železářská společnost, v průběhu 2. světové války nezahájil. Po jejím skončení bylo pokračováno v dalších přípravných pracích na již znárodněném dole, jež spočívaly zejména v ražbě spojovacího překopu na důl Wannieck v Kamenných Žehrovicích a větrní jámy Na Pustince o hloubce 240 m, čímž byl vytvořen diagonální větrní systém dolu s těžní jamou Jaroslav jako vtažnou a jamou Na Pustince jako výdušnou.
Roku 1946 byl dosavadní důl Jaroslav (pojmenovaný po generálním řediteli živnobanky Jaroslavu Preissovi) přejmenován na důl Nosek na počest tehdejšího ministra vnitra za KSČ Václava Noska. Od konce 40. let byla zahajována těžba uhlí na dole,, a to na II. patře v hloubce 338 metrů a na III. patře v hloubce 453 metrů od ohlubně těžní jámy, která kulminovala v roce 1965 výkonem dolu ve výši přes 991 000 tun vytěženého uhlí za rok.
23. září 1960 postihlo důl Nosek nejhorší důlní neštěstí v dějinách Kladenského uhelného revíru. Při důlním požáru se vlivem zmatku při neuspořádaném vedení zásahu otrávilo kouři několik desítek havířů, z nichž dvacet zahynulo.

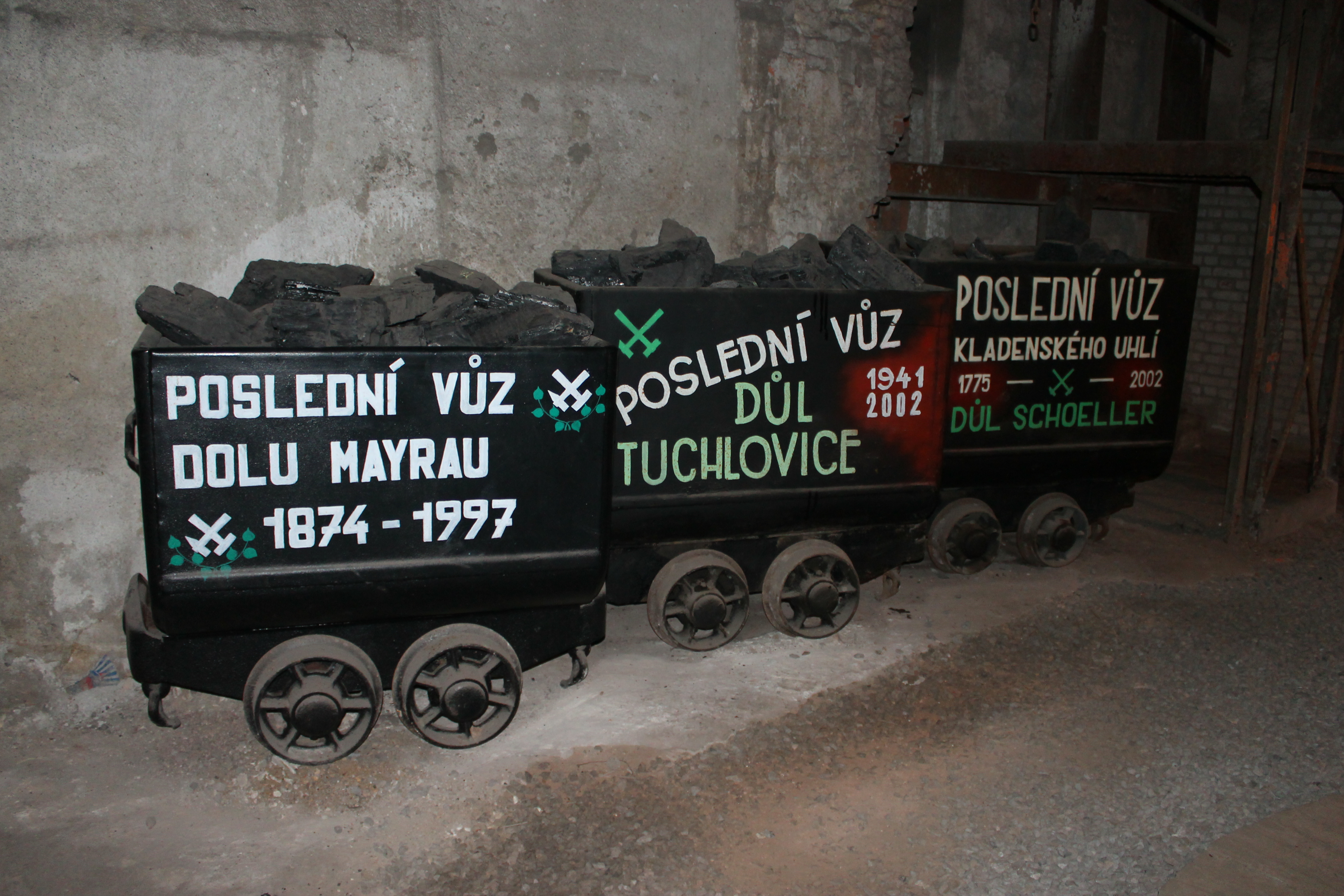
Poslední vozy uhlí vyteženého na dolu Mayrau, Tuchlovice a Schöller v Hornickém skanzenu Mayrau

V roce 1990 byl důl přejmenován na důl Tuchlovice. V roce 1997 byl dokončen téměř 4,5 km dlouhý spojovací překop, jím začalo být uhlí dopravováno na důl Schöller v Libušíně a až tam na povrch. O pět let později však těžba uhlí na Kladensku definitivně skončila: 28. února 2002 na dole Tuchlovice a 29. června 2002 i na Schölleru, posledním dole revíru. Jáma dolu Tuchlovice byla následně zasypána, těžní věž i ostatní budovy strženy a areál dolu rekultivován – nachází se na něm nyní solární elektrárna. Zachována zůstala toliko funkcionalistická cihlová těžní věž větrní jámy Na Pustince, nacházejí se asi 1,5 km jihozápadně od bývalé těžní jámy a areálu dolu, jež je chráněna jako kulturní památka. Za dobu své existence důl Jaroslav – Nosek – Tuchlovice vydal 34 milionů tun černého uhlí.

## Zajímavosti
- V 60. letech na dole Nosek působil pozdější doyen českého hornictví a důlního záchranářství, právník a sbormistr Hornického pěveckého sboru, prof. Roman Makarius.[12]

## Odval

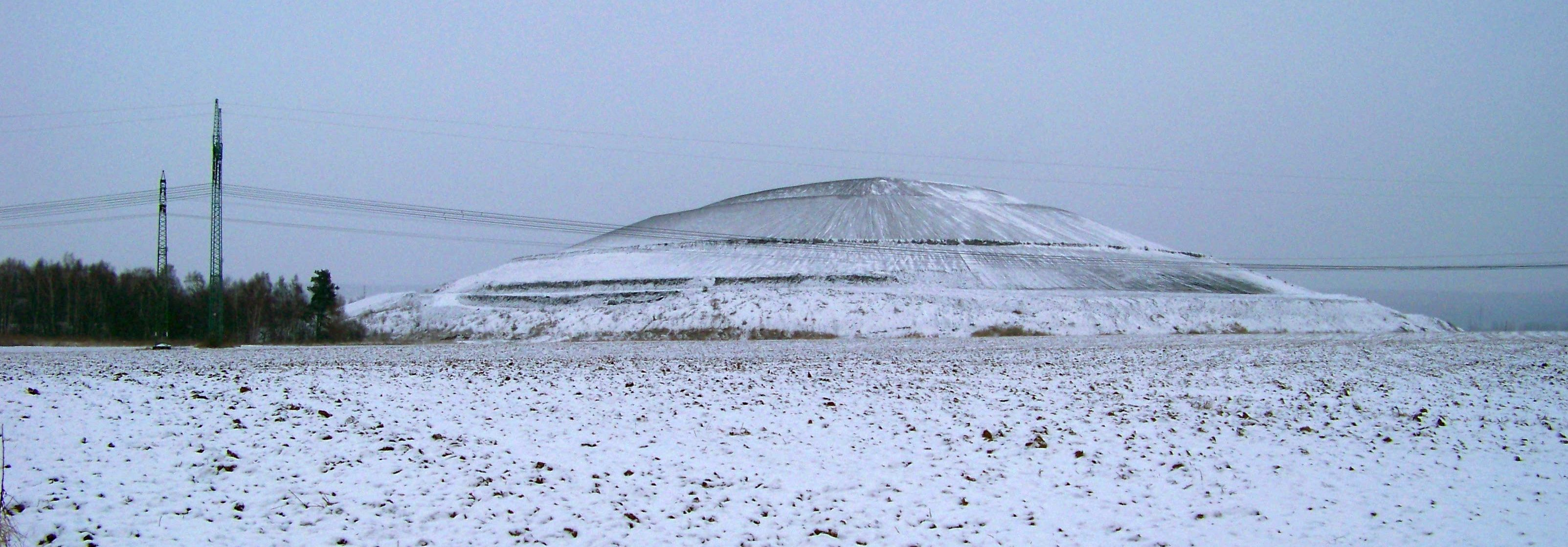
Mohutný odval dolu Nosek (Tuchlovice) v zimě roku 2010

Ukládáním hlušiny na odval poblíž areálu dolu vznikla mohutná kuželovitá halda o výšce 74 m. Po uzavření dolu byla Palivovým kombinátem Ústí provedena a v roce 2014 dokončena celková rekultivace odvalu spočívající zejména v zajištění jeho svahů a snížení jeho temene asi o 20 metrů. Zůstává však výraznou krajinnou dominantou a oblíbeným vyhlídkovým a výletním místem.